# نهر الخضيرة
نهر الخضيرة (بالعبرية: נחל חדרה) هو نهر يقع في إسرائيل ويمتد عبر منطقة السهل الساحلي، حيث يصب في البحر الأبيض المتوسط. يُعرف الجزء العلوي من النهر في اللغة العربية باسم "وادي الخضيرة"، وهو الذي منح مدينة الخضيرة اسمها. أما الجزء السفلي منه فيُعرف باسم "نهر المفجر"، والذي يعني النهر البطيء الجريان.

## التاريخ والتطور
عانى النهر من فيضانات متكررة ومياه راكدة في الصيف نتيجة انسداد تدفقه إلى البحر، مما جعله مصدرًا رئيسيًا لانتشار الملاريا في منطقة الخضيرة. لذلك، بدأت في عام 1955 أعمال تصريف المياه في النهر لمنع الفيضانات. شملت هذه الأعمال تحويل مجرى النهر بالقرب من الجسر المؤدي إلى محطة القطار، وقد اكتمل 70% من هذه الأعمال بحلول عام 1959، وفي عام 1961 تم إنشاء سلطة تصريف نهر الخضيرة رسميًا.
كان النهر يُستخدم لري الأراضي الزراعية المحيطة به، مثل مزرعة حيفتسيبا، كما كان يُستخدم للنزهات والرحلات المائية. ومع ذلك، شهدت خمسينيات القرن العشرين تلوثًا متزايدًا في النهر نتيجة تصريف المواد الكيميائية من الصناعات المتنامية في الخضيرة، مما أدى إلى توقف المزارعين عن استخدام مياهه للري. وكان مصنع ورق حديرة من بين المصادر الرئيسية للتلوث. في عام 1967، تم تقديم خطة لتنقية النهر ومنع تصريف المخلفات الصناعية فيه، لكنها استغرقت سنوات طويلة حتى تم تنفيذها.

## البنية التحتية والجسور
عبر النهر جسر قديم على الطريق رقم 4، والذي كان يُشكل ازدحامًا مروريًا في ستينيات القرن العشرين. كما تم إنشاء جسر آخر بطول 27 مترًا خلال بناء طريق الساحل.

## أعمال الترميم والتطوير
يتم اليوم تنفيذ مشاريع لاستعادة وتأهيل النهر، حيث تم إنشاء محطة لمعالجة مياه النهر عند مصبه. وتمت إعادة تأهيل الجزء الغربي منه (بين طريق الساحل والمصب) بجهود من الصندوق القومي اليهودي وشركة الكهرباء، إلى جانب بلدية الخصيرة ووزارة حماية البيئة وسلطة الطبيعة والحدائق الوطنية. تضمنت أعمال التأهيل تركيب أنبوب لنقل المياه الساخنة تحت محطة الطاقة إلى النهر، حيث تُسحب المياه من البحر وتُعاد إلى النهر بدرجات حرارة تصل إلى 24 درجة مئوية في الشتاء و37 درجة مئوية في الصيف. كما تم إنشاء جسر معلق للمشاة وراكبي الدراجات في عام 2014 بطول 87 مترًا، وصممه المهندس المعماري رون مارغولين، بينما أشرف المهندس إيتامار ماغن على تصميم الإضاءة.

## الاستيطان التاريخي
شهدت الضفة الجنوبية للنهر في العصور القديمة وجود مدينة مهمة، حيث تم العثور على بقايا مستوطنة قديمة في تل زرور. خلال القرن السادس عشر، كانت المنطقة المحيطة بالنهر قليلة السكان، وكانت تضم قرى مثل يمة وبعض مستوطنات "النزلات". وخلال القرن الثامن عشر، توسعت هذه المستوطنات وازداد عددها، ومن أبرزها باقة الغربية، باقة الشرقية، وجت. لكن بسبب انتشار الملاريا، ظل الساحل المحيط بالنهر غير مأهول بالسكان. في عام 1891، تم إنشاء مدينة خضيرة، وفي عام 1906 تأسست مزرعة حيفتسيبا على الجزء الغربي من النهر. وفي عام 1940، استقر بالقرب من النهر قبيلة بدوية تُدعى "آل مفجر"، والتي تم إخلاؤها عام 1963 بعد مطالبة شركة "بيكا" المالكة للأراضي.

## الحياة البرية
يستضيف نهر الخضيرة في الشتاء أسرابًا من طائر الكورموران الكبير، والتي تهاجر من سهول أوكرانيا. وقد ساهمت جهود ترميم النهر في استقطاب هذه الطيور، حيث يتم ضخ مياه التبريد من محطة توليد الكهرباء إلى النهر، مما يساعد في الحفاظ على نظافة المياه. يمكن رؤية هذه الطيور في مزرعة حيفتسيبا، وكذلك في محمية الطيور القريبة من تقاطع قيسارية.
في كل شتاء، يصل إلى إسرائيل أكثر من 20,000 طائر كورموران، حيث تتوزع في محمية الحولة وشمال بحيرة طبريا، لكن أكبر مستعمرة شتوية لهذه الطيور تضم حوالي 9,000 طائر، وتقع في منطقة نهر خضيرة.